# School for Poetic Computation
School for Poetic Computation（SFPC）とは、ニューヨーク市にあるデジタルアートのオルタナティヴ・スクールである。2014年に設立され、若手クリエイティブ・コーダーやニューメディア・アーティストのための学校・研究施設・レジデンスとしての役割を果たしている。
ザッカリー・リーバーマン、チェ・テユン、アミット・ピタル、ジェーン・ロウらによって設立され、その後はリーバーマン、チョイ、ローレン・ガードナーを中心として運営されてきた。
「More Poetry, Less Demo」をモットーとして掲げており、十数人からなる生徒たちは学期中（長期プログラムでは春と秋の3ヶ月、テーマを絞ったワークショップでは2週間など）、プログラミングやデザイン、ハードウェアなどを主題にした習作や作品制作に加え、テクノロジーの思想史や批評理論の議論などに取り組む。各授業の講師や、ティーチング・アシスタントには過去のプログラムの受講生も多い。
日本からの卒業生も数多くおり、2019年には山口情報芸術センターで10日間の集中ワークショップであるSFPC Summer 2019 in Yamaguchiが開催されている。
2020年夏、ブラック・ライヴズ・マターに関連する問題への運営の対応に関する議論を通じて、よりコレクティブに近い組織に移行した。 SFPCは現在、BIPOC、障害者、クィアのメイカーを中心とした「美しい学校(beautiful school)」の運営を目指す「SFPC Stewards」によって運営されている。